# Slag bij Kock's Plantation
De Slag bij Kock's Plantation vond plaats op 12 juli en 13 juli 1863 in Ascension Parish, Louisiana. Deze slag staat ook bekend als de Slag bij Cox's Plantation of de Slag bij Saint Emma Plantation.

## Achtergrond
Na de overgave van Port Hudson werden er twee Noordelijke divisies naar Donaldsonville gestuurd om de omliggende gebieden onder controle te krijgen. Ze marcheerden langs de oevers van de Bayou Lafourche; de ene divisie op de linkeroever, de andere divisie op de rechteroever.

## De slag
Tijdens de Noordelijke opmars vonden er op 11 juli en 12 juli verschillende schermutselingen plaats. In de vroege morgen van 13 juli werd een eenheid vooruitgestuurd om voedsel te vinden. Toen deze eenheid Kock's Plantation bereikte werden ze terug gedreven door Zuidelijke eenheden. Daarna viel Green de Noordelijke hoofdmacht aan. Deze slaagden er niet in van de aanval van Green te stoppen. Ze zochten uiteindelijk bescherming bij de kanonnen van Fort Butler bij Donaldsonville. De Noordelijke expeditie was mislukt. Het gebied bleef in de handen van de Zuidelijken.

## Bron
- National Park Service - Kock's Plantation

 Fort Sumter · Santa Rosa Island · Fort Pulaski · Forten Jackson en St. Philip · New Orleans · Secessionville · Simmon's Bluff · Tampa · Baton Rouge · 1ste Donaldsonville · St. John's Bluff · Georgia Landing · 1ste Fort McAllister · Fort Bisland · Irish Bend · Vermillion Bayou · 1ste Charleston Harbor · 1ste Fort Wagner · Grimball's Landing · 2de Fort Wagner · 2de Charleston Harbor · 2de Fort Sumter · Plains Store · Port Hudson · LaFourche Crossing · 2de Donaldsonville · Kock's Plantation · Stirling's Plantation · Fort Brooke · Gainesville · Olustee · Natural Bridge